# IC 786
IC 786 је лентикуларна галаксија у сазвјежђу Гавран која се налази на листи објеката дубоког неба у Индекс каталогу.
Деклинација објекта је - 13° 12' 15" а ректасцензија 12h 23m 10,9s. Привидна величина (магнитуда) објекта IC 786 износи 13,4 а фотографска магнитуда 14,4. IC 786 је још познат и под ознакама MCG -2-32-8, NPM1G -12.0405, PGC 40189.